# Clowns
Clowns è un album dei Nuova Idea pubblicato nel 1973.

## Tracce
Tutti i brani sono stati composti e arrangiati dalla Nuova Idea.
Lato A
1. Clessidra – 5:29
2. Un'isola – 8:05
3. Il giardino dei sogni – 5:21

Durata totale: 18:55
Lato B
1. Clown – 10:42
2. Una vita nuova – 5:23

Durata totale: 16:05

## Musicisti
Gruppo
- Giorgio Usai - organo Hammond C3, clavinet, eminent, pianoforte, sintetizzatore, campanaccio, bonghi, voce
- Ricky Belloni - chitarra elettrica, chitarra 12 corde, violino, voce
- Claudio Ghiglino - chitarra elettrica, voce
- Enrico Casagni - basso, flauto dolce, voce
- Paolo Siani - batteria, timpani, tam-tam, tumbe, güiro, triangolo, voce

Altri musicisti
- Emilio Soana - tromba (brano: Clown)
- Flaviano Cuffari - tam-tam

Note aggiuntive
- Gianfranco Reverberi - produzione
- Roberto Di Muro Villicich - fonico
- Lino Castriotta - fonico[1]